# Ozarba lata
Ozarba lata là một loài bướm đêm trong họ Noctuidae.